# 菱田愛日
菱田 愛日（ひしだ まなび、1985年3月24日 - ）は、日本の小説家。東京都出身。

## 経歴
2009年、『空の彼方』で第16回電撃小説大賞選考委員奨励賞を受賞し、メディアワークス文庫よりデビューした。本業はアパレルショップの店長という兼業作家である。

## 作品リスト
メディアワークス文庫
- 空の彼方 シリーズ
  - 空の彼方 （2010年1月）ISBN 978-4-04-868289-3 - 第16回電撃小説大賞選考委員奨励賞受賞作
  - 空の彼方2 （2010年5月）ISBN 978-4-04-868611-2
  - 空の彼方3 （2010年10月）ISBN 978-4-04-870044-3 (完結篇)。
- TOKYO GIRL'S LIFE シリーズ
  - TOKYO GIRL'S LIFE ～絶対に失恋しない唯一の方法～ （2012年07月）ISBN 978-4-04-886882-2
  - TOKYO GIRL'S LIFE II ～絶対に後悔しない夢の諦めかた （2013年02月）ISBN 978-4-04-891475-8
- メンズフロアの王様（2014年7月）ISBN 978-4-04-866726-5

電撃文庫
- 夜のちょうちょと同居計画!シリーズ
  - 夜のちょうちょと同居計画! （2011年5月）ISBN 978-4-04-870496-0
  - 夜のちょうちょと同居計画!2（2011年9月）ISBN 978-4-04-870750-3
  - 夜のちょうちょと同居計画!3（2012年2月）ISBN 978-4-04-886342-1

魔法のiらんど文庫
- IDOL☆STAGE!!《アイドル・ステージ》シリーズ
  - IDOL☆STAGE!!《アイドル・ステージ》1（2014年12月）ISBN 978-4-04-869178-9
  - IDOL☆STAGE!!《アイドル・ステージ》2（2015年2月）ISBN 978-4-04-869179-6
  - IDOL☆STAGE!!《アイドル・ステージ》3（2015年4月）ISBN 978-4-04-869180-2

ビーズログ文庫アリス
- 海野律は今日もズレている!! 2次元系男子は少女漫画家でした。（2016年5月）ISBN 978-4-04-734102-9